# アラブ反乱

アラブ反乱旗。汎アラブ色のアラブ諸国の国旗に大きな影響を与えた

アラブ反乱（アラブはんらん、英: Arab Revolt, アラビア語: الثورة العربية, ラテン翻字: Al-Thawra al-`Arabīya、1916年6月 - 1918年10月）は、第一次世界大戦中に、オスマン帝国からのアラブ人独立と、南はアデンから北はアレッポに至る統一アラブ国家の樹立を目指して、メッカ（マッカ）の太守（シャリーフ）・フサイン・イブン・アリーが起こした戦い。
ハーシム家が主導するアラブ諸部族は、イギリスの支援を受けて中東各地でオスマン帝国軍と戦いその支配からの脱却には成功した。しかしアラブの地はイギリスやフランスによる委任統治領となり分断され、統一国家を作って独立することはできなかった。
その後フサインらのハーシム家はアラビア半島西部のヒジャーズ王国の独立を認められたものの1920年代半ばにアブドゥルアズィーズ・イブン＝サウードに攻められサウード家がサウジアラビアとして統合する。ハーシム家のフサインの息子のファイサルやアブドゥッラーらはイラク王国やトランスヨルダン王国などの王となった。

## 背景
1908年7月3日、オスマン帝国で政変（青年トルコ人革命）が勃発し、「青年トルコ人」たちやその代表的勢力である「統一と進歩委員会」による反乱が帝国中に拡大した。その結果、スルタン・アブデュルハミト2世は反乱軍の要求を呑み、1876年に制定され1878年に停止されたオスマン帝国憲法、および議会の復活を宣言した。
この年の総選挙では、青年トルコ人革命を支えた憲政派のうち、中央集権を訴える「統一と進歩委員会」の主流派が、地方分権を求めるリベラル派でありながらイギリス勢力や宮廷にも近いプレンス・サバハッティン率いる自由連合党を圧倒した。新たな議会は142人がトルコ人、60人がアラブ人、25人がアルバニア人、23人がギリシャ人、12人がアルメニア人（うち4人はアルメニア革命連盟、2人は社会民主フンチャキアン党）、5人がユダヤ人、4人がブルガリア人、3人がセルビア人、1人がヴラフ人（アルーマニア人などバルカン半島のラテン系民族）という構成となった。
こうして始まった第二次立憲制は、憲法停止とスルタン専制復活を掲げて翌1909年3月31日に起こった反革命クーデター「3月31日事件」で中断した。アブデュルハミト2世を支持する勢力は世俗主義的な青年トルコ人らによる政策を終わらせようとしたが、クーデター軍は制圧され、アブデュルハミト2世はクーデターへの関与を疑われて退位させられサロニカに幽閉され、その弟メフメト5世がスルタンに即位した。
第二次立憲制が復活した一方、トルコ民族主義の高まるオスマン帝国の民族政策は徐々に変化し、トルコ人以外の国民に対する待遇は悪化していった。これに対し、アラブ人の中にも民族主義が高まっていった。

## 第一次世界大戦

### アラブの叛乱とロレンス大佐のゲリラ戦

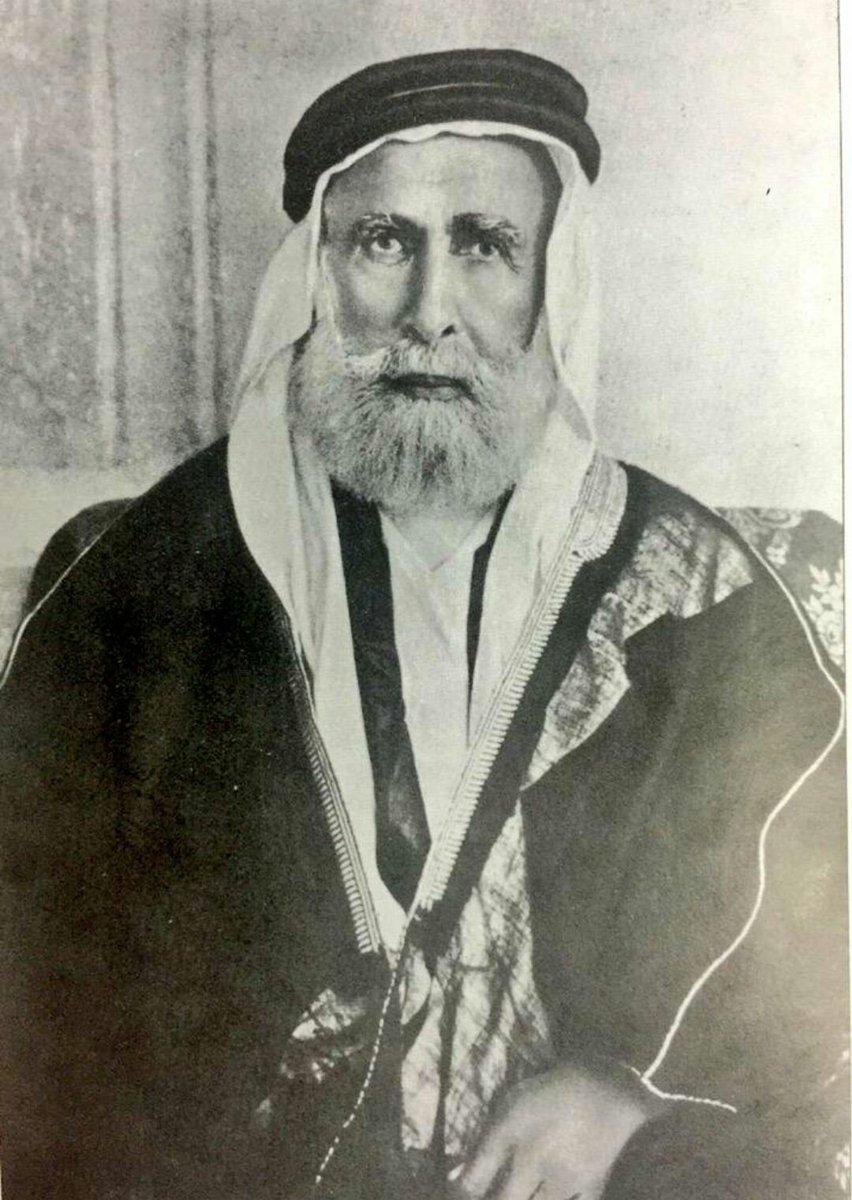
反乱を指揮したメッカのシャリーフ、フサイン・イブン・アリー

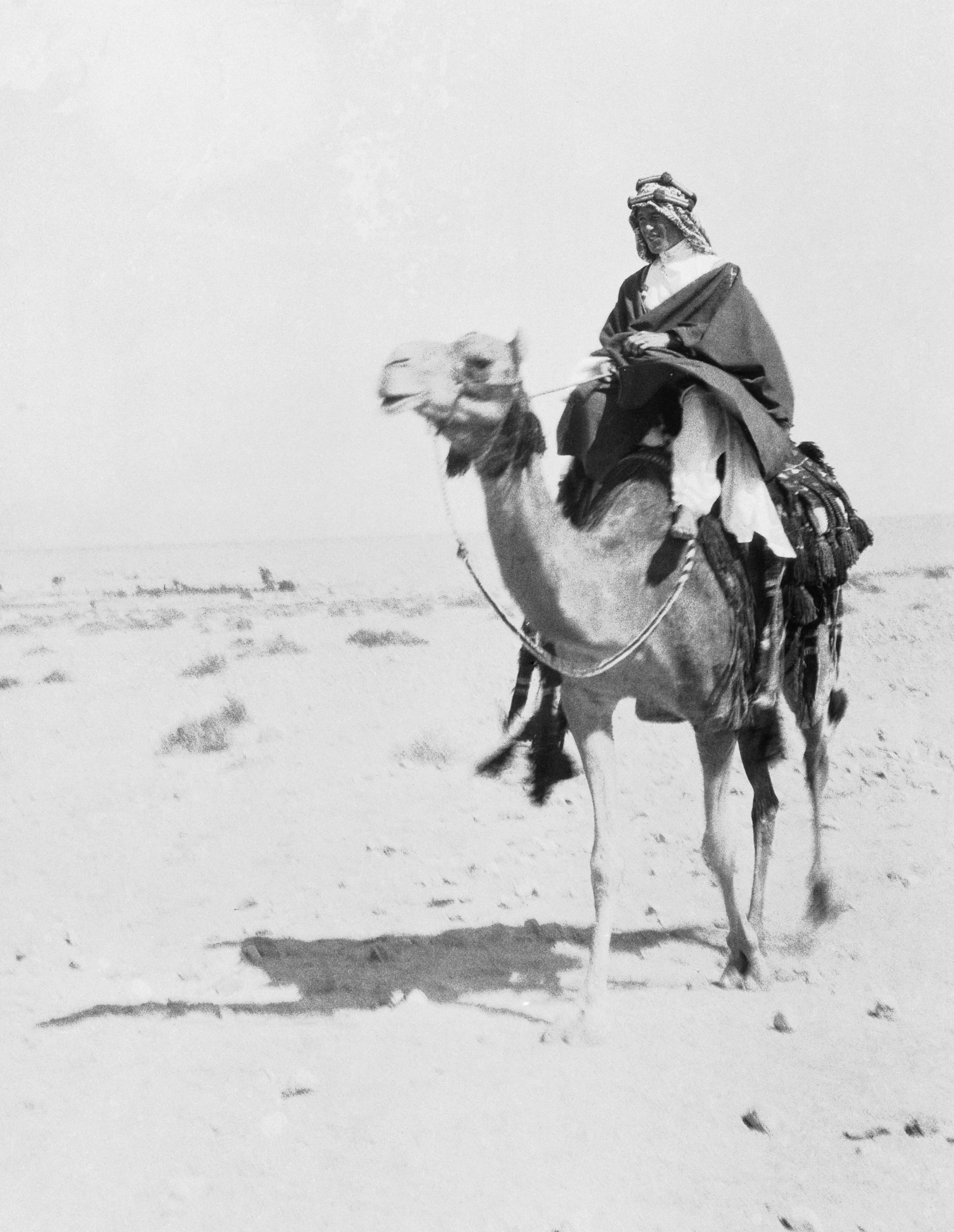
反乱を支援したイギリス軍のトーマス・エドワード・ロレンス

第一次世界大戦でのオスマン帝国は、ドイツ帝国との同盟のもとで中央同盟国に加わり中東戦線に参戦した。当時ダマスカスやベイルートにいたアラブ民族主義活動家の多くは逮捕され拷問を受けた。1915年には「統一と進歩委員会」の指導者の一人であったジェマル・パシャがベイルートなどで民族主義者や知識人を拷問・虐殺し、アラブ人知識人はオスマン帝国から離反していった。
ドイツはオスマン帝国と組んでスエズ運河を脅かすとともに、カリフであるオスマン皇帝の権威でイスラム教徒全体を連合国に対して蜂起させ、英領インド帝国を揺るがそうという計略を立てていたが、イギリスは逆にアラブ人を蜂起させてオスマン帝国の南部を揺るがせようという計略を立てた。1915年暮れごろからこの計画を立案していたのはオリエント学者で大戦中はカイロの英軍軍事情報部にいたデイヴィッド・ホガースで、彼の周りにはトーマス・エドワード・ロレンスやガートルード・ベル、ハリー・シンジョン・フィルビー、マーク・サイクス（後にサイクス・ピコ協定に関与する）などのアラブ・中東専門家が集まり、1916年1月7日に外務省カイロ情報局の下に「アラブ局」が新設されてアラブ反乱を指揮した。彼らが指導者として目を付けたのは、メッカの太守フサイン・イブン・アリーであり、名門ハーシム家の当主としてオスマン皇帝の権威に対抗できるものと考えた。
当時、オスマン帝国によりヒジャーズ地方を支配するアミール（シャリーフ）に任じられメッカにいたハーシム家のフサイン・イブン・アリーもアラブ民族主義者でありオスマン帝国による弾圧や抑圧に対し不満を持っていた。フサインはオスマン政府が戦後に彼を廃位しようとしているという証拠をつかんだため、1915年頃からイギリスの外交官で駐エジプト高等弁務官のヘンリー・マクマホンとの書簡を交わしていた。この書簡は後にフサイン＝マクマホン協定と呼ばれるが、この書簡でフセインは、三国協商の側について協力することにより、エジプトからペルシアまでの全域（ただしクウェート、アデン、シリア海岸にあるイギリス帝国の権益を除く）を包含するアラブ帝国を建国できると確信した。
アラブ局の計画に対しては、インドから中東までを管轄範囲とするインド省が、活動範囲の重複やインドのイスラム教徒を刺激する恐れなどから反対したが、1916年3月9日には内閣によりフサイン・イブン・アリーを支援して蜂起させるというアラブ局の計画が承認され、兵器や資金が供給された。
フセインはオスマン帝国との戦いのため1916年6月8日頃に（正確な日時は不詳）連合国側のイギリスおよびフランスとの同盟を結んだ。1916年6月10日、ヒジャーズ地方は太守フサイン・イブン・アリーを王とするヒジャーズ王国としてオスマン帝国から独立を宣言した。フサインは5万人の軍勢を組織していたが、当時ライフルを持っていたのはそのうちの1万人にも満たなかった。
この日、ジッダ港に3500人のアラブ兵が突入し、イギリス海軍の艦船や飛行艇も海上から支援した。フランス海軍とイギリス海軍は第一次世界大戦の早い段階で紅海からオスマン軍の砲艦を一掃しており、紅海の制海権を握る英仏海軍がアラブ反乱軍を支援できた。激戦の後、6月16日にはジッダのオスマン兵は降伏した。アラブ反乱軍は1916年9月末までにヤンブー、キンフィダなどメディナより海側の紅海海岸沿いの諸都市を占領し6000人のオスマン兵を捕虜とした。しかしなお1万5千人以上の武装の整ったオスマン軍部隊がヒジャーズ地方周辺にはいた。

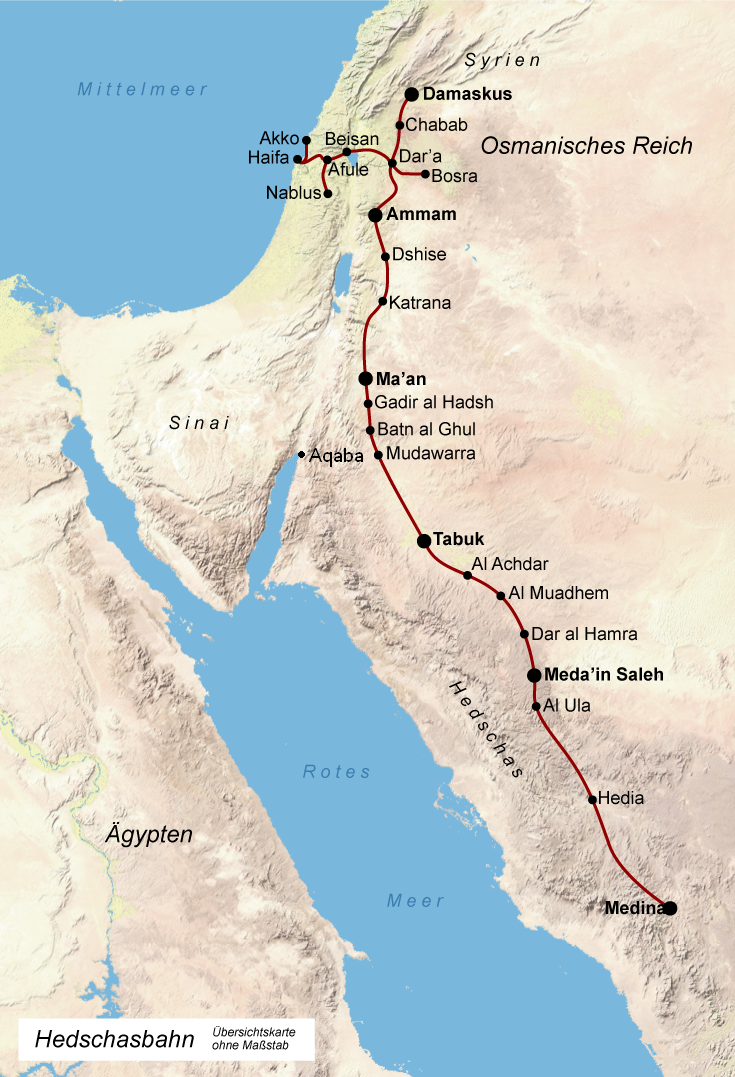
ヒジャーズ鉄道

イギリス軍はアラブ諸部族に協力するために1916年10月に「アラビアのロレンス」として知られるトーマス・エドワード・ロレンスを派遣した。ロレンスはオックスフォード大学卒で、アラビア語に堪能で中東の砂漠を研究していた。ロレンスはアラブ軍に参加し、12月にヤンブー港をオスマン軍が再び攻撃した際には英国海軍の応援を取り付けた。
ロレンスはアラブの指導者ら（フサインの三男ファイサル・イブン・フサイン、および次男アブドゥッラー・イブン・フサインら）の信頼を得て、彼らの戦闘をイギリスの対オスマン帝国戦略に沿うよう調整した。ロレンスはヒジャーズ鉄道終点のメディナに拠点を構える強大なオスマン軍と戦うのではなく、ヒジャーズ鉄道を各地でゲリラ戦により破壊し、オスマン軍がヒジャーズ鉄道全線の護衛と修理に多くのオスマン軍部隊の増援を強いられるようにした。これはイギリスの狙いでもあった。
ヒジャーズ鉄道への攻撃強化のために、まずメディナとタブークの中間にある紅海北部の海岸の町アル・ワジュ（Al Wajh）を拠点として確保する計画が立てられた。1917年1月3日、ファイサルは5100騎のラクダ騎兵、5300人の歩兵、クルップ社製の山砲4基、機関銃10丁、輸送用のラクダ380の軍勢で紅海沿いに北上を開始し、イギリス海軍も海上から物資補給などで支援した。ワジュではオスマン軍の800人ほどの部隊が南からやってくる軍勢に対して準備を行っていたが、1月23日、400人のアラブ兵と200人のイギリス海軍水兵が上陸を敢行しワジュを北から攻撃し36時間後にはワジュは降伏した。オスマン軍はヒジャーズの中心であるメッカへの侵攻をあきらめ、メディナと鉄道沿線の拠点の死守を選んだ。
補給や補強の結果、アラブ軍は1万7000人の兵員に2万8000丁のライフルが行き渡るなど武装が充実した。フサイン・イブン・アリーの率いる部隊はメディナを脅かし、アブドゥッラー・イブン・フサインの部隊はワジ・アイスを拠点にオスマン軍の通信や補給を妨害した。ファイサル・イブン・フサインはワジュに拠点を置きヒジャーズ鉄道を襲った。アラブ人のラクダ騎兵らで組織する急襲部隊は半径1000マイル（1600キロメートル）もの広い範囲を、必要な食料を積み、約100マイル（160キロメートル）離れて点在する井戸で水を補給しながら神出鬼没に行動した。

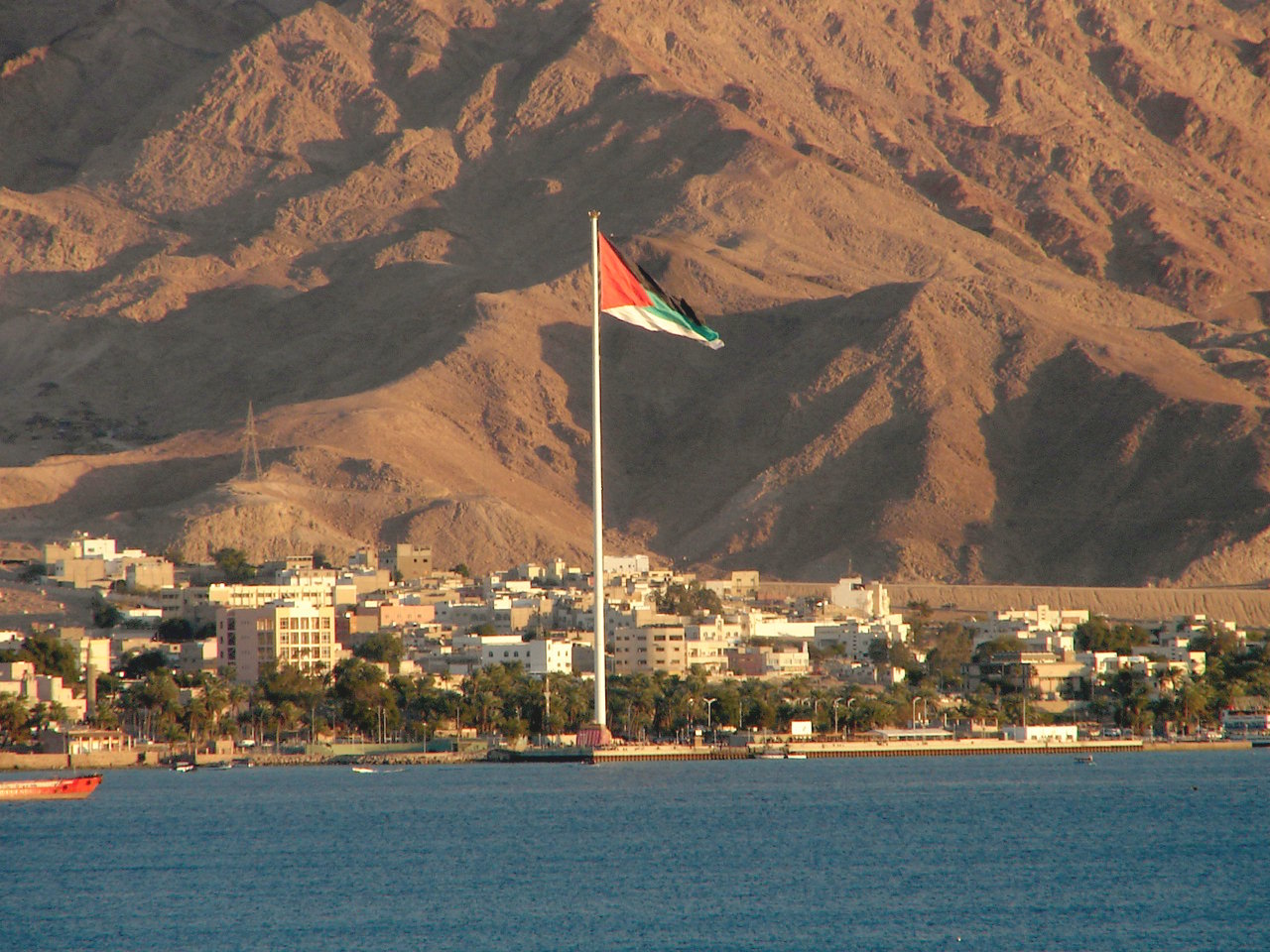
アカバの遠景。高さ100mを超える旗竿に第一次大戦当時のアラブ反乱旗が翻る

1917年7月、ロレンスはアラブ人の非正規軍と、ベドウィンのホウェイタット族（Howeitat）の指導者アウダ・イブ・ターイー（アウダ・アブー・ターイー、Auda ibu Tayi, Auda Abu Tayi）指揮下の部隊（それまではオスマン帝国の下で戦っていた）との共同作戦を組織し、アカバ湾奥の港町アカバを攻撃した。アカバはアラブ反乱軍の補給港となりうるだけでなく、イギリス側にとってはシリアとパレスチナを攻撃していたイギリス軍エジプト遠征軍の補給港にもなりうるため重要であった。しかしこの時点ではオスマン帝国が紅海沿岸で唯一守っていた港町であり、イギリス軍エジプト遠征軍のパレスチナ攻勢に対して側面からの攻撃を仕掛ける恐れのある脅威であった。ロレンスとアウダは40名ほどの手勢で1917年5月9日に本拠のワジュを出て、シリアのホウェイタット族のラクダ乗りを募集しながらネフド砂漠を横断してアカバへ向かった。1917年7月6日、陸からの攻撃でアラブ軍はアカバを陥落させた。ロレンスはスエズまでを走り、アカバの2500人のアラブ兵や700人のオスマン軍捕虜のための食料補給を求めた。
その年の後半、アラブ反乱軍の戦士はエジプト遠征軍のエドモンド・アレンビー将軍によるガザ＝ベエルシェバ防衛線冬季攻撃（ベエルシェバの戦い）に協力してオスマン帝国軍に対する攻撃を行った。アレンビーはこの戦いに勝利し、1917年のクリスマス前にエルサレムを陥落させることに成功する。
反乱の初期、フサインの反乱軍はベドウィンやその他砂漠の遊牧民が多数を占めており、連繋は緩く、大義よりもそれぞれの属する部族への忠誠が勝っていた。フサインの三男ファイサルはオスマン帝国軍にいるアラブ人部隊を説得し叛乱させ、自らの大義に合流させるという希望を持っていた。しかしオスマン帝国はアラブ人部隊のほとんどをバルカン半島などの前線へと送り出したため、アラブ反乱の最後までの間、反乱軍に加わったのは一握りの砂漠の部族のみであった。

### 戦いの終わり

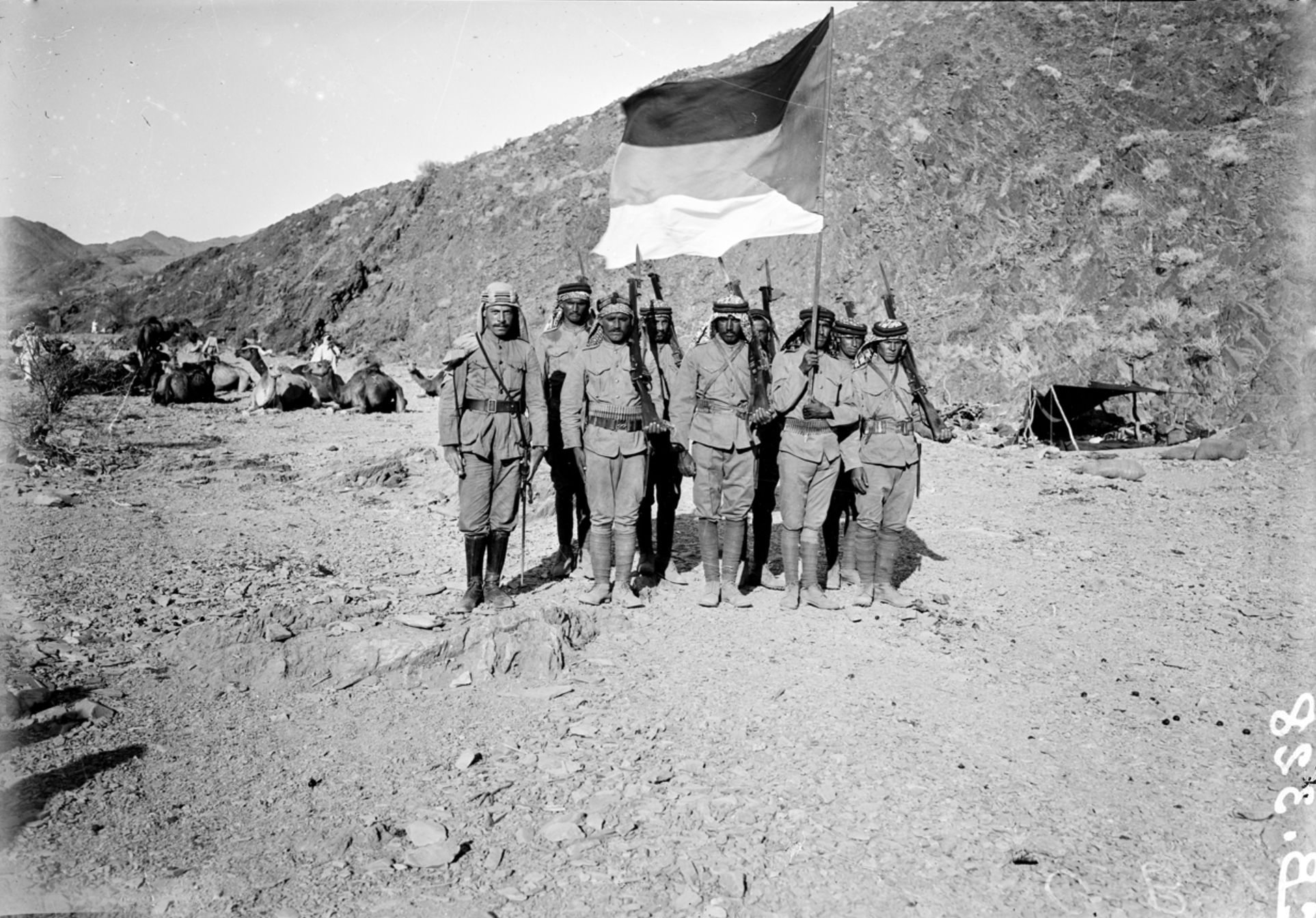
アラビア砂漠で撮影されたアラブ反乱軍部隊の兵士。反乱旗を掲げている

アカバ陥落の時点までに、ファイサルの率いる軍にはロレンス以外にも多くのイギリス軍士官が加わっていた。スチュワート・F・ニューカム中佐（Lt. Cols. Stewart F. Newcombe）およびチャールズ・E・ウィルソン（Charles E. Wilson）率いる士官や顧問たちが、アラブ軍に対してライフルや爆薬、機関銃を補給するために到着した。フランス軍の分遣隊もアラブ軍に加わったが、彼らのアラブ人に対する関係は協力的ではなく敵対的だった。ロレンスやウィルソンらの指揮の下、アラブ軍はヒジャーズ鉄道に対してより有効に打撃を与える作戦を行い、オスマン軍の補給基地を奪い、列車や線路を破壊して補給路を寸断することで、オスマン軍は数万人の兵士を前線ではなくその安全な背後だったはずのヒジャーズ地方で戦わせなければならなくなった。
1918年、アラブ人騎兵部隊が勝利を目前にした反乱軍に加わった。騎兵らはアレンビーの遠征軍に、オスマン軍部隊の配置に関する情報を提供し、オスマン軍の補給線を邪魔し、兵営を攻撃し線路を破壊した。これらの攻撃もあり、アレンビーの最後の攻勢であるメギドの戦い（メギッドの戦い、1918年9月19日 - 9月21日）は大勝利に終わった。オスマン帝国軍は壊走し、オーストラリア軽騎兵部隊は9月30日にダマスカスへ入城した。ロレンス大佐とアラブ反乱軍は翌10月1日、降伏文書を受け取るためダマスカスに入った。終戦の時点でエジプト遠征軍はパレスチナ、トランスヨルダン、レバノン、シリア南部とアラビア半島の大半を占領していた。

### 勢力
反乱に加わったアラブ人兵士の数は5000人ほどと見積もられる。しかしこの数字はアレンビーのエジプト遠征軍に加わったアラブ人正規兵の数で、ロレンスやファイサルの指揮下にあった非正規兵の数字ではない可能性もある。反乱の中で幾度か、特に最後にシリア南部へ向けて進軍する間に、兵士の数は大幅に増えた。アラブ人の中には散発的に反乱に加わる者も多く、作戦が進行中のとき、または自分の住む地域に反乱軍が入ったときに応援に駆けつけた。アカバ攻撃の際、最初にいたアラブ反乱軍兵士は数百人であったが、地元の部族に属する人々がアカバへの最後の攻撃に加わり、反乱軍の数は千人を超えた。
アラブ反乱が第一次世界大戦に果たした役割は、スエズ運河などの攻撃に加わるはずだったオスマン帝国軍の兵士数万をヒジャーズ鉄道沿線にはりつけ、エジプトからシリアに向けて進撃するイギリス軍に対する反撃の危険を少なくしたことであった。これがイギリス軍がアラブ人のオスマン帝国に対する反乱を焚きつけた理由であり、非対称戦争の教科書どおりの好例であった。

## 結果

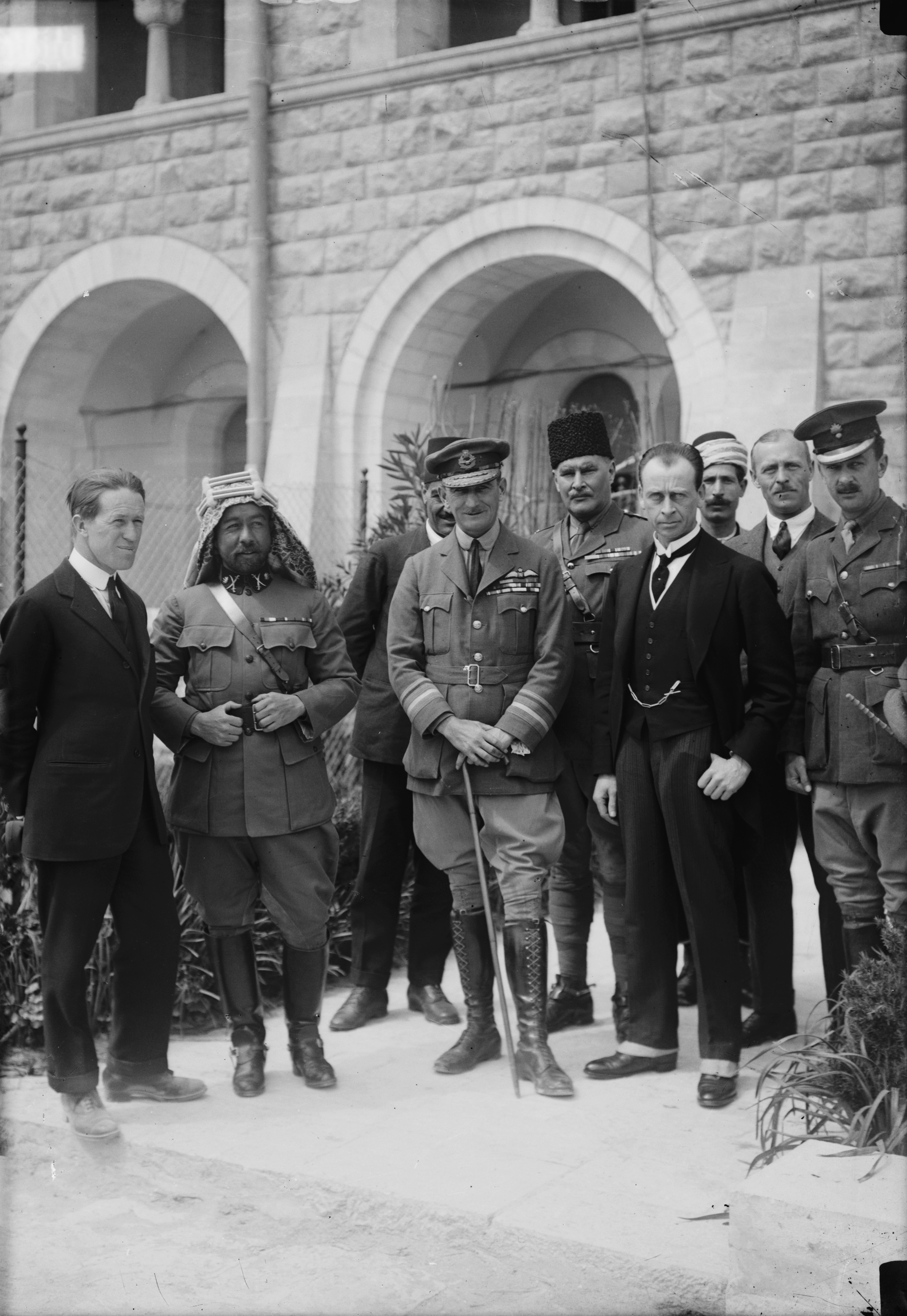
1920年代、パレスチナで写真に納まるハーバート・サミュエル、トーマス・エドワード・ロレンス、アブドゥッラー1世ら

イギリスはフサイン＝マクマホン協定の中で、オスマン帝国に対する反乱を行えばアラブ人の独立を支援すると合意した。しかしこの協定について、アラブ側とイギリス側の理解は異なり全く矛盾するものであった。
イギリス、フランス、ロシアは1916年のサイクス・ピコ協定でアラブ人の土地も含むオスマン帝国領を三分割する密約を交わしていた。また1917年には、イギリスはライオネル・ウォルター・ロスチャイルド卿に対しパレスチナでのユダヤ人居住地（ユダヤ人民族郷土）建設の約束（バルフォア宣言）を交わしていた。戦後にイギリスとフランスが行った中東分割は、これら三つの秘密協定は相互に矛盾しないよう行われたと主張しているが、今なお続くパレスチナ問題の元凶たるイギリスの三枚舌外交として批判されている。1917年11月の十月革命でボルシェビキがロシア臨時政府を打倒すると、革命政府は旧ロシア政府が結んだサイクス・ピコ協定を暴露した。反乱中のアラブ人勢力は、この秘密外交の存在に反発を強めた。
フサイン＝マクマホン協定で純然たるアラブ人の地ではないと書かれたアレッポ＝ダマスカス以西にはレバノンやシリアなどのフランス委任統治領が作られ、ダマスカスにいてシリア・アラブ王国の建国を企てたファイサルらはフランスにより追放された。フサインらハーシム家はアラビア半島西部のヒジャーズ王国の独立を認められたものの1920年代半ばにネジドのスルタン・アブドゥルアズィーズ・イブン＝サウードに攻められヒジャーズを失い（ヒジャーズとネジドはサウード家の支配下でサウジアラビアとして統合される）、フサインの息子のファイサルやアブドゥッラーらはイラク王国やトランスヨルダン首長国などイギリス委任統治領に作られた国家の王に納まった。